# Hendrik Roelof de Zaaijer
Hendrik Roelof de Zaaijer (Groningen, 23 juni 1900 – Wageningen, 2 april 1991) was een Nederlands jurist.

## Leven en werk
Na het gymnasium studeerde De Zaaijer van 1919 tot 1924 rechten aan de Rijksuniversiteit Groningen. Een jaar voor hij afstudeerde, werd hij al waarnemend griffier bij het Groningse kantongerecht. Hierna werd hij in mei 1927 ambtenaar bij het Openbaar Ministerie (OM) bij het kantongerecht in Arnhem en daarnaast werd hij in 1931 benoemd tot secretaris van de 'Commissie van Advies voor den Dienst der Belastingen'. In 1935 was De Zaaijer betrokken bij de plebisciet betreffende Saarland en een jaar later werd hij aangesteld als rechter bij de rechtbank in Arnhem. Tijdens de Tweede Wereldoorlog was hij als rechter-commissaris een bron van informatie voor het verzet omdat hij wist wie er opgepakt zouden gaan worden en wat gearresteerde verzetsstrijders al wel of juist nog niet hadden gezegd. Daarnaast verstrekte hij informatie aan de knokploeg voor de overval op het Huis van Bewaring in Arnhem. Door een bominslag in 1944 raakte hij zijn bezittingen inclusief zijn uitgebreide bibliotheek kwijt.
In mei 1945 werd De Zaaijer chef van de Politieke Opsporingsdienst (POD) in het resort Arnhem. In september van dat jaar werd hij militair commissaris van het Militair Gezag en twee maanden later raadsheer-commissaris in het Bijzonder Gerechtshof in Arnhem. In deze laatste functie, die hij tot 1949 zou vervullen, was hij (nauw) betrokken bij onderzoek en/of berechting van hoge Duitse militaire autoriteiten uit de bezettingstijd zoals Rauter, Student en Christiansen.
In 1946 werd De Zaaijer procureur-generaal bij het gerechtshof in Leeuwarden en tevens fungerend directeur van politie van de provincies Groningen, Friesland en Drenthe. In 1956 werd hij aangesteld als voorzitter van de in dat jaar opgericht Spoorwegongevallenraad. Een jaar later volgde hij de met pensioen gaande Van Dullemen op als procureur-generaal bij het gerechtshof in Amsterdam en tevens fungerend directeur van politie van Noord-Holland, Utrecht en delen van Zuid-Holland en Gelderland.
Eind 1961 kwam De Zaaijer in het wereldnieuws toen de Russische biochemicus Alexei Golub asiel aanvroeg in Nederland in een periode dat spanningen tussen het westen en de Sovjet-Unie als gevolg van de Koude Oorlog hoog waren opgelopen. Enkele maanden later kwam hij opnieuw in het nieuws maar toen als voorzitter van de Spoorwegongevallenraad die een onderzoek instelde naar de treinramp in Harmelen.
In de zomer van 1965 ging De Zaaijer met pensioen. Hij verhuisde naar Wageningen waar hij op 90-jarige leeftijd overleed.